# Fomento de las Artes y del Diseño

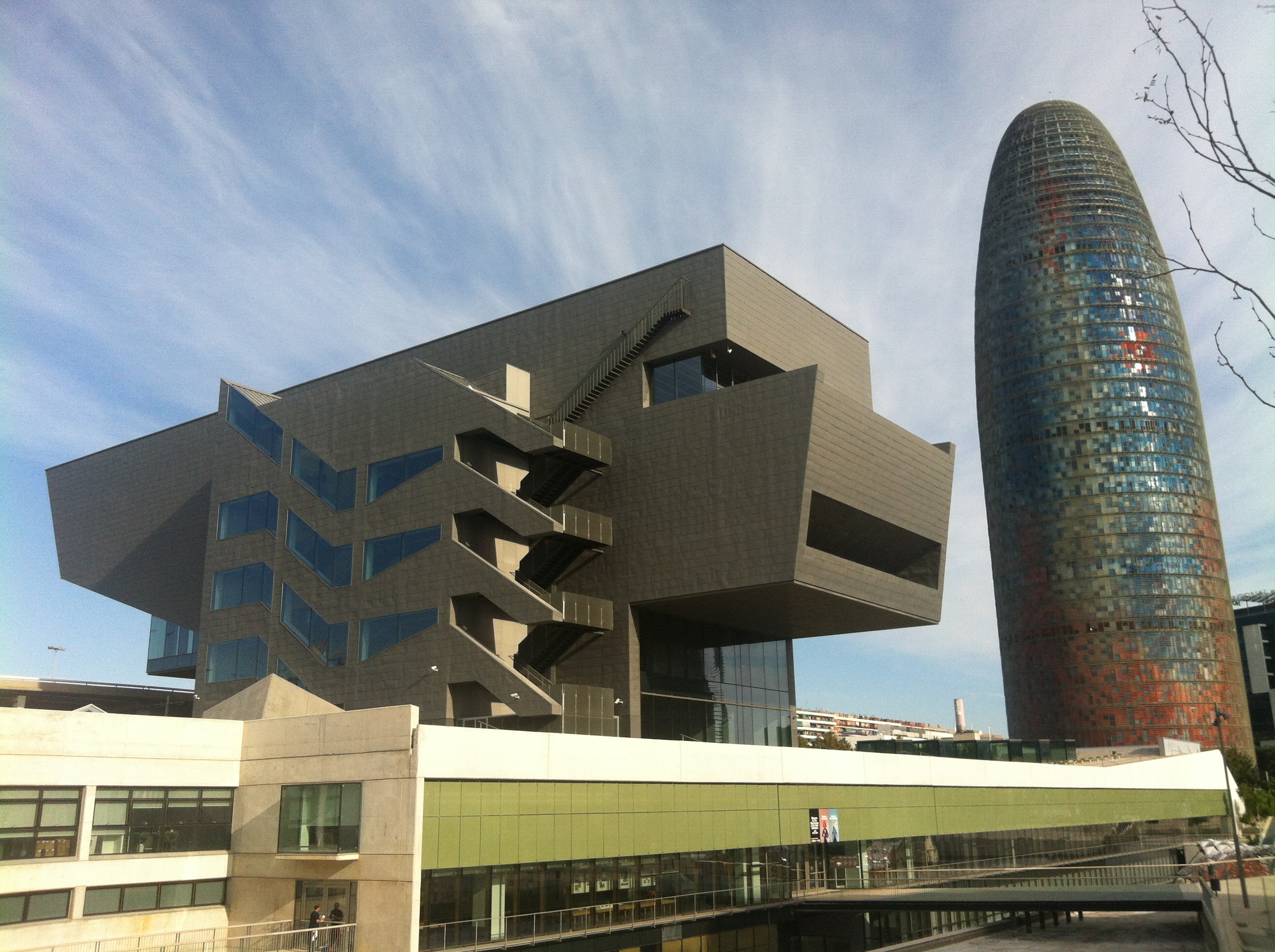
Disseny Hub Barcelona, sede actual del FAD.

El Fomento de las Artes y del Diseño (en catalán: Foment de les Arts i del Disseny), anteriormente denominado Fomento de las Artes Decorativas, también conocido por las siglas FAD, es una entidad cuyo objetivo es la promoción de la cultura del diseño. Tiene su sede en el Disseny Hub Barcelona.

## Organización interna
Actualmente el FAD está integrado por cinco asociaciones, que representan las distintas disciplinas del diseño:
- ADI-FAD (diseño industrial)
- ADG-FAD (diseño gráfico y comunicación visual)
- ARQUIN-FAD (arquitectura e interiorismo)
- A-FAD (arte y artesanía)
- MODA-FAD (imagen y moda)

ATM

## Historia
Heredero del Centro de Artes Decorativas de Barcelona (1892-1897) el FAD fue fundado el 15 de marzo de 1903 en el Centro Industrial de Cataluña, Barcelona como asociación profesional de artesanos y artistas decoradores. El arquitecto Manuel Vega i March fue su primer presidente.
Su primera sede, compartida con el Centro Industrial de Cataluña, estaba ubicada en la calle Hospital, 95. En 1907 se instaló en el local de Fomento del Trabajo Nacional, en el Portal del Ángel. Posteriormente viviría varios traslados, pasando por la calle Montsió, 5 (1910—1924), la Casa de los Canónigos (1924—1928), Casa de l'Ardiaca (1928—1929) y la calle Avinyó, 30 (1929—1936).
Fue en la década de los años 1920 cuando la entidad inició su expansión, participando en eventos de gran proyección internacional como la Exposición Internacional del Mueble y Decoración de Interiores (Barcelona, 1923), la Exposición Internacional de Artes Decorativas e Industrias Modernas (París, 1925), la Exposición Internacional (Barcelona, 1929) o la Triennale de Milán. En esta misma época el FAD tuvo un papel activo en la puesta en marcha de la Escuela Massana, creada en 1929 como Conservatorio Municipal de Artes Suntuarias y Oficios Artísticos. El FAD se encargó de la dirección y la acogió en su sede hasta 1935.
En 1936 el FAD trasladó su sede a la cúpula del cine Coliseum. Tras la Guerra Civil reorientó su actividad de las artes decorativas hacia el diseño, creándose las distintas secciones que lo integran. En 1956 se creó DP-FAD, representado a los decoradores publicitarios; en 1960 la Asociación de Diseñadores Industriales ADI-FAD; en 1961 ADG-FAD de directores de arte, diseñadores gráficos e ilustradores; y en 1973 A-FAD, dedicada a las actividades artesanales y de investigación plástica. Posteriormente se crearían otras como Orfebres-FAD (1979), Moda-FAD (1980), AV-FAD (1996) y X-FAD, de jóvenes creadores. 
En 1970 trasladó su sede a la calle Brusi, 45, y en 1999 se instaló en el Convento de los Ángeles. En 2003 la entidad conmemoró su centenario con la celebración del «Año del Diseño». En 2006 cambió su denominación histórica de Fomento de las Artes Decorativas a la actual. En 2013 se instaló en el nuevo Disseny Hub Barcelona.

## Premios
En 1958, por iniciativa de Oriol Bohigas, se instituyeron los prestigiosos Premios FAD, que se entregan anualmente en cuatro categorías: arquitectura, interiorismo, ciudad y paisaje y espacios efímeros. 
A lo largo de los años el FAD y sus diferentes secciones han creado distintos galardones a la excelencia profesional. En la actualidad se entregan los siguientes:
- «Premios FAD de Arquitectura e Interiorismo» y «Premios Habitácola» para estudiantes de arquitectura y diseño. Organizados por ARQUIN-FAD desde 1958.
- «Premios Delta», de diseño industrial y «Premios Medalla ADI» para estudiantes de la misma disciplina. Organizados por ADI-FAD.
- «Premios Laus», para profesionales y estudiantes de diseño gráfico, publicidad y comunicación visual (ADG-FAD)
- «Premios FAD Sebastià Gasch», de artes parateatrales
- «Premios City to City Barcelona FAD Award», a las mejores iniciativas urbanas
- «Premios Enjoia't», de joyería contemporánea. Organizados por A-FAD
- «Premios ARTFAD», de arte y artesanía. Organizados por A-FAD
- «Premios MODAFAD», para jóvenes diseñadores de moda. Organizados por MODA-FAD.

## Presidentes
| - 1903-1905: Manuel Vega - 1905-1907: Víctor Brossa - 1907-1909: Jaume Brugarolas - 1909-1917: Dionisio Renart - 1917-1918: Alexandre Cardunets |  | - 1918-1921: Joan Busquets - 1921-1932: Santiago Marco - 1932-1934: Pere Ricart - 1932-1949: Santiago Marco - 1949-1953: Antoni Ollé |  | - 1953-1957: Manuel Cases - 1957-1969: Alfonso Serrahima - 1969-1985: Antoni de Moragas - 1985-1991: Jordi Casablancas - 1991-1995: Josep Alemany |  | - 1995-2001: Ramón Bigas - 2001-2005: Juli Capella - 2001-2009: Beth Galí - 2009-2014: Miquel Espinet - 2014-2018: Nani Marquina - 2018-2022: Jordi Montaña - 2022-actualidad: Salvi Plaja |